# Thomas Sackville, I conde de Dorset
Thomas Sackville, I Conde de Dorset (1536 - Londres, 19 de abril de 1608) fue un diplomático y poeta inglés. Fue miembro del Parlamento y Lord Tesorero o secretario del Tesoro. 

## Vida
Desciende de una familia normanda llegada a Inglaterra con Guillermo el Conquistador y fue cercano a la reina Isabel I de Inglaterra. Fue nombrado Barón Buckhurst, en 1567. Intervino en calidad de tal entre los jueces que condenaron a María Estuardo. Fue el encargado de anunciar la sentencia a la princesa.
La reina Isabel I adquirió Bexhill Manor en 1590 y se lo entregó a Thomas.
Sucedió a William Cecil, Lord Burghley como Lord Tesorero en 1599, y fue un administrador financiero capaz, aunque poco inspirado. Presidió la comisión que juzgó a Robert Deveraux, conde de Essex. Jacobo I de Inglaterra le nombró Conde de Dorset en 1604, y le renueva el favor de que había gozado durante el reinado precedente.
Formó parte de la delegación inglesa que firmó el tratado de paz entre España e Inglaterra en 1604.

## Gordobuc
Dorset había durante su juventud cultivado la poesía. Publicó en 1559 el Espejo de Magistrados, colección de poemas sobre los grandes personajes contando las desgracias de que fueron víctimas.
Es conocido en el ámbito de la literatura por ser el primero que creó en Inglaterra un drama regular, la Tragedy of Gordobuc. La página inicial dice que fue representada ante la reina Isabel I en enero de 1562. Gorboduc, también titulado Ferrex and Porrex, fue una obra de transición. Se considera que Thomas Norton escribió los tres primeros actos y Thomas Sackville los dos últimos. 
La obra destaca por varias razones: como el primer drama en verso en inglés que emplea el verso blanco; por su tema político (el reino de Gorboduc se disputa entre sus dos hijos, Ferrex y Porrex), lo que era una cuestión incómoda en los primeros años del reinado de Isabel I; por su estilo, evolucionando sobre los modelos de la obra moral y tragedia senequista en la dirección que sería seguida por dramaturgos posteriores. Esto es, puede verse como un anticipo de toda la producción posterior que culminaría con El rey Lear.
- Datos: Q670967
- Multimedia: Thomas Sackville, 1st Earl of Dorset / Q670967